# Ла-Гиш, Жан-Франсуа де
Жан-Франсуа де Ла-Гиш (фр. Jean-François de La Guiche; ок. 1569 — 2 декабря 1632, Лапалис), сеньор де Сен-Жеран, граф де Ла-Палис — французский военачальник, маршал Франции.

## Биография
Сын Клода де Ла-Гиша (ум. 1592), сеньора де Сен-Жерана, рыцаря ордена короля, полковника пехоты, и Сюзанны де Серпан, племянник великого магистра артиллерии Филибера де Ла-Гиша.
Проделал свою первую кампанию под командованием маршала Омона и участвовал в осаде цитадели Орлеана (1588), обороне Турского предместья (1589), битве при Иври, осадах Парижа (1590), Шартра (1591) и Руана (1591—1592). В бою под Руаном был ранен в голову. Сопровождал Генриха IV в Омальском бою и при осаде Дрё. 2 февраля 1593 был назначен корнетом шеволежеров королевской гвардии.
Отметился при осаде Лана (1594), в бою при Фонтен-Франсез (1595), осаде Ла-Фера (1596) и взятии Амьена (1597), под которым был ранен и под ним были убиты четыре лошади. Патентом, данным 20 июля в лагере под Амьеном, набрал пехотный полк из 20 рот по сто человек, и в тот же день был произведён в кампмаршалы, отказавшись от гвардейской роты. После подписания Вервенского мира его полк 6 мая 1598 был распущен.
Генеральный наместник в губернаторствах Бурбонне и Ниверне (6.04.1600). Капитан тридцати копий (20.07.1600). Младший лейтенант роты жандармов дофина (позднее гвардейские жандармы) при создании этой роты (14.12.1602). Капитан-лейтенант той же роты после производства маркиза де Сувре в маршалы Франции 13 марта 1615. Сохранил командование ротой до своей смерти.
5 декабря 1615 был направлен в Пуатевинскую армию герцога де Гиза. Во главе роты жандармов был 7 января 1616 в Нантёе близ Пампру, когда королевские войска разбили три полка принца Конде.
В январе 1619, после смерти герцогини Ангулемской, стал губернатором Бурбонне. 24 августа в Плесси-ле-Туре был произведён в маршалы Франции и 31 декабря пожалован в рыцари орденов короля.
В июле 1620 был послан в Пуату, чтобы предотвратить возможные вооружённые выступления сторонников Марии Медичи. В декабре отказался от губернаторства и генерального наместничества в Бурбонне в пользу принца Конде.
В 1621—1622 годах командовал армией под началом Людовика XIII и коннетабля Люина. При осаде Коньяка в 1621 году во главе пятнадцати конных сотен поддержал пропащих ребят и отразил вылазку осаждённых 22 июля. Коньяк сдался 4 августа. 17-го маршал осадил Монтобан, 27-го атаковал контрэскарп бастиона, которым овладел после трёхчасового боя. На следующий день участвовал в разгроме отряда, посланного на помощь осаждённым. Осада была снята 2 ноября.

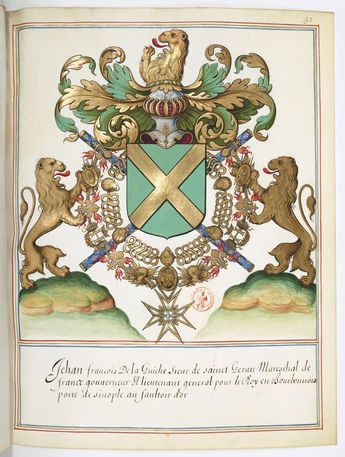
Герб Жана-Франсуа де Ла-Гиша

В 1622 году выступил на Сент-Антонен, который король взял при помощи блокады 22 июня, затем осадил Монпелье, подчинившийся 19 октября. После заключения мира с гугенотами удалился в свой замок Ла-Палис в Бурбонне, где и умер. Был погребён в церкви Сен-Жерана, которую он распорядился перестроить.

## Семья
1-я жена (1595): Анн де Турнон (ум. 1614), дама де Ла-Палис, дочь и наследница Жюста, сеньора де Турнона, и Элеоноры де Шабанн, дамы де Ла-Палис
Дети:
- Клод-Максимильен (1602—31.01.1659), граф де Сен-Жеран. Жена (17.02.1619): Сюзанна де Лонгоне (ум. 1679), дочь Жана де Лонгоне, сеньора д’Аминьи, и Сюзанны оз Эполь
- Мари-Габриель (ум. 27.01.1632). Муж 1) (1614): барон Жильбер де Шазерон, губернатор Бурбонне; 2) (12.06.1627): Тимолеон д’Эпине (1580—1644), маркиз де Сен-Люк, маршал Франции. Умерла в Париже после семи лет болезни
- Жаклин (ум. 01.1651). Муж (1632): маркиз Рене де Буйе, граф де Креанс
- Мари, монахиня в Марсиньи
- Сюзанна, монахиня в Марсиньи
- Луиза, монахиня в Марсиньи

2-я жена: Сюзанна оз Эполь, старшая дочь Анри-Робера-Жоржа оз Эполя, сеньора де Сен-Мари-дю-Мон, королевского наместника в Нормандии, и Жанны де Бур, вдова Жана, сеньора де Лонгоне
Дети:
- Мари (1632—3.07.1710). Муж (8.01.1645): Шарль де Леви (1599—1649), герцог де Вантадур
- Сюзанна (1626—11.1647), замужем не была